# جافرخان (سقز)
قرية جافِرخان (بالكردية: جافرخان) هي إحدى القرى التابعة لـخورخوره في ريف قسم زيويه من مقاطعة سقز، في محافظة كردستان الإيرانية.

## السكان
حسب إحصاءات سنة 2006، بلغ إجمالي السكان في جافِرخان 394 نسمة وعدد المساكن 69 مسكن. لغة سكان جافِرخان هي اللغة الكردية و هم من أهل السنة والجماعة والمذهب الشافعي.